# Po rastanku
Po rastanku je dvadeset drugi studijski album pevačice Merime Njegomir. Album je nazvan po pesmi koju je komponovao Milutin Popović Zahar na tekst Desanke Maksimović. Objavljen je 2012. godine u izdanju PGP RTS, a sadrži 11 novih i 5 bonus pesama.

## Pesme na albumu
| Br. | Naziv pesme                | Muzika                | Tekst                 | Aranžman                   |
| --- | -------------------------- | --------------------- | --------------------- | -------------------------- |
| 1.  | Na Drini ćuprija           | Milutin Popović Zahar | Milutin Popović Zahar | Milutin Popović Zahar      |
| 2.  | Gusle moje                 | Milutin Popović Zahar | Milutin Popović Zahar | Milutin Popović Zahar      |
| 3.  | Po rastanku                | Milutin Popović Zahar | Desanka Maksimović    | Milutin Popović Zahar      |
| 4.  | Ulica                      | Milutin Popović Zahar | Milutin Popović Zahar | Milutin Popović Zahar      |
| 5.  | Povratak                   | Milutin Popović Zahar | Milutin Popović Zahar | Milutin Popović Zahar      |
| 6.  | Zanela me pesma            | Milutin Popović Zahar | Milutin Popović Zahar | Milutin Popović Zahar      |
| 7.  | Žena zaljubljena           | Milutin Popović Zahar | Milutin Popović Zahar | Milutin Popović Zahar      |
| 8.  | Doviđenja, moj anđele      | Milutin Popović Zahar | Milutin Popović Zahar | Milutin Popović Zahar      |
| 9.  | Da su meni oči tvoje       | Rade Radivojević      | Rade Radivojević      | Rade Radivojević           |
| 10. | Kaži, goro zelena          | D. Vasić              | D. Jovanović          | D. Vasić                   |
| 11. | Oj, Moravo, kiko devojačka | Predrag Gojković Cune | Predrag Gojković Cune | Aleksandar Sofronijević    |
| 12. | A gde si ti                | Steva Simeunović      | Steva Simeunović      | Miroljub Aranđelović Kemiš |
| 13. | Svakog dana u samoći       | Lj. Petrović Ćora     | Lj. Petrović Ćora     | Vlada Panović              |
| 14. | Koga da milujem ja         | Dragan Aleksandrić    | Zoran Matić           | Dragan Stojković Bosanac   |
| 15. | Divlje ruže                | Petar Tanasijević     | Petar Tanasijević     | Ljubiša Pavković           |
| 16. | Ivanova korita             | Milutin Popović Zahar | Milutin Popović Zahar | Milutin Popović Zahar      |

Pesme 12-16 su bonus pesme.